# Tabanus secedens
Tabanus secedens är en tvåvingeart som beskrevs av Walker 1854. Tabanus secedens ingår i släktet Tabanus och familjen bromsar. Inga underarter finns listade i Catalogue of Life.